# Divača
Divača – wieś w Słowenii, siedziba gminy Divača. W 2018 roku liczyła 1615 mieszkańców.
Jest położona na północny zachód od Kopru. Nieopodal znajdują się Jaskinie Szkocjańskie (słoweń. Škocjanske jame).